# Vicent Sanz Monlleó
Vicent Sanz Monlleó (Almenara, 18 de juny de 1946) és un polític i enginyer agrònom valencià, diputat a les Corts Valencianes pel Partit Popular en 1991-1995 i Secretari General de RTVV entre 1999 i 2010.

## Biografia
Afiliat a Aliança Popular des dels anys 80 en l'anomenat "Clan del INEM", on Sanz fou Director General. L'exconseller Manuel Tarancón animaria a Sanz, entre d'altres, a formar part d'Aliança Popular.
Vicent Sanz fou president provincial del PP a València i secretari del Grup Parlamentari Popular a les Corts, càrrecs que es va vore obligat deixar el 1994 (un any després del seu nomenament) després de fer-se públiques unes gravacions on el mateix Sanz reconeixia que estava "en política per a forrar-se" i posava en solfa el futur polític del seu mentor Zaplana. Un any després, Eduardo Zaplana assolia la presidència de la Generalitat Valenciana i Sanz era nomenat cap de personal de RTVV i en 1999 Secretari General. Càrrec en el qual va suportar les crítiques de l'oposició pels escàndols de llistes negres a Canal 9, el clientelisme i manipulació o la guerra entre el zaplanisme i els seguidors del president Camps.
Sanz ha mantingut el càrrec de Secretari General de l'ens públic sota la direcció de diversos Directors Generals, fins a quatre (Juan José Bayona, José Vicente Villaescusa, Pedro García Gimeno i José Luis López Jaraba). Però fou l'acussació de tres dones periodistes de Canal 9 d'assetjament sexual el que precipità el seu cessament el febrer de 2010. El jutge dictà una ordre d'allunyament a les víctimes. Tres mesos després del cessament temporal de les seues funcions directives, el Director general despatxava a Sanz de manera definitiva.
Arran d'aquestes cas, diverses notícies de premsa es feren ressò de les pràctiques delictuoses al front de RTVV com el mateix assetjament a les treballadores, les amenaces i l'abús de poder. La seua parella, la diputada del PP Esther Franco, fou l'única dirigent del partit que va mostrar el seu suport públic a Sanz tot i que Franco és responsable del partit en la Comissió de la Dona i les Polítiques d'Igualtat de les Corts, així com de la Comissió Especial per a l'estudi de la violència de gènere.